# Charles D. Hodges
Charles Drury Hodges, född 4 februari 1810 i Talbot County i Maryland, död 1 april 1884 i Carrollton i Illinois, var en amerikansk politiker (demokrat). Han var ledamot av USA:s representanthus från januari till mars 1859.
Hodges är begravd på Carrollton Cemetery i Carrollton i Illinois.